# Moldes (Arouca)
Moldes ist eine Gemeinde (Freguesia) im portugiesischen Kreis Arouca. In ihr leben 1126 Einwohner (Stand 19. April 2021).